# Encyclia kennedyi
Encyclia kennedyi är en orkidéart som först beskrevs av Jack Archie Fowlie och Carl Leslie Withner, och fick sitt nu gällande namn av Eric Hágsater. Encyclia kennedyi ingår i släktet Encyclia och familjen orkidéer. Inga underarter finns listade i Catalogue of Life.